# Haarlem (Sudafrica)
Haarlem è un centro abitato sudafricano situato nella municipalità distrettuale di Eden nella provincia del Capo Occidentale.

## Geografia fisica
Il piccolo centro delle Langkloof sorge a circa 16 chilometri a est di Avontuur e a circa 29 chilometri a sud-est di Uniondale.

## Storia
La località venne fondata nel 1856; nel 1860 vi si insediò quindi la società missionaria di Berlino. La missione venne chiamata Anhalt-Schmidt, ma il villaggio continuò ad avere il precedente nome di Haarlem, molto probabilmente un riferimento alla città di Haarlem nei Paesi Bassi.